# Symmetrisches Kabel

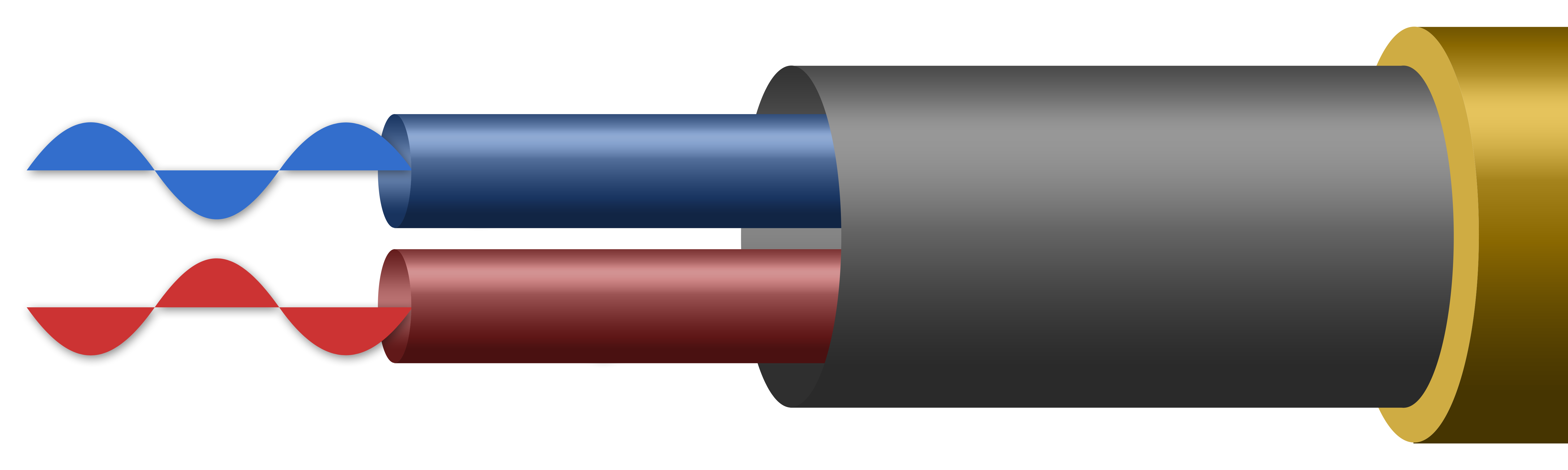
Symmetrisches Kabel im Schnitt

Als Symmetrisches Kabel bezeichnet man in der Elektrotechnik einen Kabeltyp, der für symmetrische Signalübertragung geeignet ist. Er hat ein oder mehrere voneinander elektrisch isolierte Adernpaare, es gibt inzwischen Kabel mit bis zu 2000 Kupferdrahtpaaren.
Falls das Kabel mit einem leitfähigen Schirm versehen ist, wird dieser nicht zur Signalübertragung benutzt; er bildet zwar einen zusätzlichen Leiter, der jedoch nicht als Ader mitgezählt wird.
Zur Optimierung der elektromagnetischen Eigenschaften können die Adern eines Adernpaares miteinander verdrillt („verseilt“) werden. Ein solches Kabel nennt man auch Twisted-Pair-Kabel.
Die Symmetrische Signalübertragung hat ihren Ursprung in der analogen Telefon- und Tontechnik, wo sie auch heute noch angewendet wird. Das Twisted-Pair-Kabel ist eine Weiterentwicklung und wird hauptsächlich in der digitalen Datenübertragung genutzt.

## Allgemeines
Im Gegensatz zur symmetrischen steht die asymmetrische Signalübertragung. Dabei erzeugen die Signale auf nur einer Ader einen Potentialunterschied zur Bezugserde. Als Folge davon  wirken sich Einstreuungen direkt als Potentialunterschied im Nutzsignal beim Empfänger aus.
Symmetrische Datenübertragungsleitungen vermeiden diesen Effekt durch ihre spezielle Übertragungstechnik sowie die gezielte Verdrillung der beiden Einzelleiter: Bei der Symmetrischen Übertragung wird das Signal vom Sender gegenphasig auf den beiden Adern eines Paares aufgelegt. Das bedeutet, dass die eine Ader genau die entgegengesetzte Spannung der anderen Ader führt. Anders gesagt: Der Sender speist dasselbe Signal zweimal, aber mit gegensätzlicher Polarität, ins Kabel; der Empfänger bildet die Differenz beider Spannungen. Im Idealfall erfolgen Störungen von außen durch die Symmetrie gleichsinnig auf beide Adern, sodass sie sich am Empfänger gegenseitig aufheben.

## Symmetrische Kabel in der Praxis
In der Praxis lässt sich besagtes Verhalten allerdings nicht ganz erreichen, der verbleibende Einfluss der Störfelder fällt jedoch sehr niedrig aus. Die verbleibende Störspannung variiert je nach Übertragungstechnik bei wenigen Mikrovolt; bei 10BASE-T etwa beträgt die verbleibende Störspannung maximal 92 µV.
Durch eine Schirmung der Leitung lassen sich störende Einflüsse weiter verringern.
Beispiel: Bei der Phantomspeisung wird auf einem abgeschirmten Adernpaar ein Mikrofonsignal symmetrisch übertragen, während die Versorgungsspannung für das Mikrofon gleichmäßig zwischen beiden Adern des Adernpaares einerseits und Schirm andererseits gelegt wird. Durch die bei seiner symmetrischen Übertragung mögliche Gleichtaktunterdrückung „sehen“ weder Mikrofonausgang noch der weiterverarbeitende Eingangsverstärker die Versorgungsspannung des Mikrofons, das Mikrofonsignal wird nur geringfügig von der Versorgung beeinflusst.